# SAR-clade
De SAR-clade, ook wel Harosa, is een supergroep van eukaryoten. De naam SAR is een acroniem van de drie groepen waarin deze clade wordt onderverdeeld: Stramenopila, Alveolata en Rhizaria. Het is een zeer grote en diverse monofyletische groep van evolutionair verwante organismen.
Een aantal van de bekendste groepen protisten behoren tot de SAR-clade. Stramenopila omvatten enkele van de belangrijkste fotosynthetische organismen op aarde, zoals diatomeeën. Alveolata omvatten eveneens fotosynthetische eencelligen, maar ook diverse pathogenen, zoals Plasmodium die bij de mens malaria veroorzaakt. Er zijn aanwijzigingen dat de Stramenopila en Alveolata ontstonden door secundaire endosymbiose, waarbij een heterotrofe protist een eencellige roodwier opnam. Tot de Rhizaria behoren onder meer organismen met pseudopodia, zoals radiolariën.

## Fylogenie
Vertegenwoordigers van de SAR-clade werden in het verleden onderverdeeld in de afzonderlijke supergroepen Chromalveolata (Chromista en Alveolata) en Rhizaria, maar dit werd later door fylogenetische onderzoeken verworpen. De fylogenie is in grote lijnen opgehelderd, maar sommige verwantschappen blijven moeilijk te plaatsen. Er zijn sterke aanwijzingen dat de vrijlevende Telonemia de zustergroep is van de SAR-clade. In de meeste fylogenetische analyses worden de Stramenopila en Alveolata als een zustergroep van de Rhizaria geplaatst.
|          | Rhizaria                                                   |
|          |                                                            |
| Halvaria | \| \| Alveolata \| \| \| \| \| \| Stramenopila \| \| \| \| |
|          | \| \| Alveolata \| \| \| \| \| \| Stramenopila \| \| \| \| |
|          | Alveolata                                                  |
|          |                                                            |
|          | Stramenopila                                               |
|          |                                                            |

|  | Alveolata    |
|  |              |
|  | Stramenopila |
|  |              |

|          | Rhizaria                                                   |
|          |                                                            |
| Halvaria | \| \| Alveolata \| \| \| \| \| \| Stramenopila \| \| \| \| |
|          | \| \| Alveolata \| \| \| \| \| \| Stramenopila \| \| \| \| |
|          | Alveolata                                                  |
|          |                                                            |
|          | Stramenopila                                               |
|          |                                                            |

|  | Alveolata    |
|  |              |
|  | Stramenopila |
|  |              |